# Dimas Gadelha
Dimas de Paiva Gadelha Junior (Sousa, 3 de maio de 1975) é um médico sanitarista e político brasileiro filiado ao Partido dos Trabalhadores (PT). Atualmente é deputado federal pelo Rio de Janeiro, tendo antes ocupado as secretarias de Saúde no município de São Gonçalo e de Políticas Sociais, Estratégicas e Gestão de Metas em Maricá. 

## Biografia
Nascido em Sousa, no interior da Paraíba, Dimas se mudou para a casa dos avós no bairro da Trindade, em São Gonçalo, aos treze anos. Formou-se em medicina pela Escola Nacional de Saúde Pública Sérgio Arouca, vinculada à Fiocruz, além de ser MBA em Gestão Pública pela Fundação Getúlio Vargas e especializado em Gestão em Saúde da Família pela UERJ e Saúde Pública pela Fiocruz. Como médico, começou a trabalhar no Programa Saúde da Família e no Pronto Socorro Central, na Praça Zé Garoto, posteriormente assumindo cargos técnicos na secretaria municipal de saúde e a presidência do Conselho Municipal de Saúde. Em junho de 2014, aceitou o convite do então prefeito Neílton Mulim e assumiu a secretaria municipal de Saúde de São Gonçalo. Permaneceu na pasta durante a gestão de José Luiz Nanci, ficando até abril de 2018, quando deixou o cargo para se candidatar a deputado federal pelo Democratas nas eleições de outubro. Na ocasião, Dimas conquistou 16.068 votos.
No final de 2019, Dimas se desfilia do DEM para ingressar ao PT com vistas a se candidatar a prefeitura de São Gonçalo nas eleições do ano seguinte. Sua candidatura foi oficializada em convenção realizada no dia 15 de setembro de 2020, tendo o ex-vereador Marlos Costa como candidato a vice e recebendo apoio dos então prefeitos de Niterói, Rodrigo Neves, e de Maricá, Fabiano Horta - junto de seu antecessor Washington Quaquá - e de legendas de centro-esquerda (Rede Sustentabilidade) à centro-direita, como o Podemos. Nas eleições de novembro, Dimas terminou o primeiro turno à frente, recebendo 31,36% dos votos válidos. No segundo turno chegou a figurar à frente nas pesquisas, mas acabou derrotado por Capitão Nelson (Avante) numa disputa apertada, onde recebeu 49,21% dos votos.
Em 2021, Dimas recebe o convite de Fabiano Horta para assumir a secretaria de Políticas Sociais, Estratégicas e Gestão de Metas da Prefeitura de Maricá, permanecendo na pasta até o final de março de 2022. Nas eleições de outubro do mesmo ano, se candidata novamente à deputado federal, quando foi eleito pelo PT com 41.258 votos, correspondente a 0,48% dos votos válidos.
Na Câmara, é um dos vice-líderes da Federação Brasil da Esperança.
Nas eleições de 2024, concorre novamente à prefeitura de São Gonçalo, tendo a ex-prefeita Aparecida Panisset (PDT) como vice de sua chapa.